# Csupaszcsőrű szajkó
A csupaszcsőrű szajkó (Gymnorhinus cyanocephalus) a madarak osztályának verébalakúak (Passeriformes)  rendjébe és a varjúfélék (Corvidae) családjába tartozó Gymnorhinus nem egyetlen faja.

## Rendszerezése
A nemet és a fajt is Maximilian zu Wied-Neuwied német természettudós írta le 1841-ben.

## Előfordulása
Kanada, az Amerikai Egyesült Államok és Mexikó területén honos. Természetes élőhelyei a szubtrópusi vagy trópusi hegyi esőerdők és cserjések, valamint vidéki kertek. Állandó, nem vonuló faj.

## Megjelenése
Testhossza 29 centiméter, testtömege 99-111 gramm. Tollazata kékes-szürke színű, farka viszonylag rövid, csőre hegyes, lába fekete. A nemek tollazata hasonló, de a hím csőrre valamivel hosszabb mint a tojó és fején sötétebb toll található.
|  |  |

## Életmódja
Főleg egylevelű fenyő és mexikói diófenyő magvaival táplálkozik, de eszik még rovarokat, diót, gyümölcsöket és bogyókat is. Hegyes csőre segítségére van a fenyőtoboz megnyitásakor, hogy kiszedje a magvakat. Különösen télen tartalékként sok magot rejt a talajba.

## Szaporodása
Fészkét főként tűlevelű és tölgyfákra készíti. Fészekalja 2–5 tojásból áll, melyet 16–18 napon keresztül költ ki.

## Természetvédelmi helyzete
Az elterjedési területe rendkívül nagy, de gyorsan csökken, egyedszáma nagy, de ez is gyorsan csökken. A Természetvédelmi Világszövetség Vörös listáján sebezhető fajként szerepel.

## Fordítás
- Ez a szócikk részben vagy egészben  a   Nacktschnabelhäher című német Wikipédia-szócikk fordításán alapul.  Az eredeti cikk szerkesztőit annak laptörténete sorolja fel. Ez a jelzés csupán a megfogalmazás eredetét és a szerzői jogokat jelzi, nem szolgál a cikkben szereplő információk forrásmegjelöléseként.